# Zhang Huan
Zhang Huan (Anyang, Xina, 1965) és un artista xinès, que actualment viu i treballa entre Xanghai i Nova York. La seva carrera artística comença amb l’àmbit de la pintura, més endavant explora la performance i l'escultura. Sobretot és reconegut per la seva obra de performance, però també realitza peces escultòriques i fotografia. Zhang, juntament amb altres artistes com Ma Liuming i Zhu Ming, és un dels membres més destacats de l'anomenada East Village de Beijing, comunitat artística de Pequín, a mitjan dècada dels noranta.

## Biografia
Zhang va néixer a la ciutat d’Anyang, a la província de Henan, i fou anomenat Dong Ming com un tribut a Mao Zedong. Zhang prové d'una família humil, els seus pares treballaven en una fàbrica. Així, quan tenia un any, va viure amb la seva àvia a la província rural de Tangyin, al nord de la seva província natal. Zhang retorna a Anyang als vuit anys, quan comença a anar a l'escola primària.
Començà a dibuixar amb només 14 anys. Ingressa el 1984 a l'Acadèmia de Belles Arts, on estudià dibuix i pintura. Obtingué la seva llicenciatura en Belles Arts a la Universitat de Henan, a Kaifeng (1988). Posteriorment, es gradua al màster de Belles Arts a l’Acadèmia Central de la Xina, a Pequín (1993); al iniciar aquests estudis es va canviar el seu nom original (Dong Ming) per Zhang Huan.
Si bé inicià la seva carrera laboral com a professor a la Xina, ben aviat decidí emigrar a Nova York. Zhang és un dels artistes xinesos que abanderà l'art xinès de la diàspora durant la dècada dels noranta, com Zhang Xiaogang, Cai Guo-Qiang, Xu Bing o Huang Yong Ping. Tots ells emigren en un intent de no sotmetre's a la censura del seu govern, així com cercant un públic més obert a les seves obres. Zhang residí a Nova York i més endavant a París.

## Carrera professional

### Performance
Zhang Huan va ajudar a establir una petita comunitat artística coneguda com Poble de l’Est de Pequín, situada als marges de la ciutat. Fou un grup format per companys de l'escola d’arts, que van ser pioners d’aquest tipus de performance a la Xina; en aquestes accions, Zhang fou censurat per oficials de policia, ja que consideraven les seves accions com a inapropiades.
L’art de performance de Zhang sempre pren com a subjecte principal el seu propi cos d’una forma o altre, normalment a través de la nuesa, o de vegades incloent accions masoquistes. Com a exemple, a les fotografies de 12 metres quadrats (1994) apareix nuu amb mig cap rapat, amb el cos mullat i cobert de mosques en un espai similar a una presó. La seva expressió facial es dura però buida, com si estigués meditant per paliar el dolor.
A la peça titulada Afegir un metre a una muntanya anònima (1995), Zhang Huan amb nou artistes més van pujar a una muntanya prop de Pequín, es van despullar i apilar un sobre l’altre per a crear un altre pic de la muntanya. En un altre performance grupal, Augmentar el nivell de l’aigua en un estany (1997), va demanar a quaranta treballadors migrants que es col·loquessin dins d’un estany de forma que la seva presència física elevi el nivell de l’aigua.
Es trasllada a Nova York l’any 1998, on segueix realitzant performance nuu als Estats Units. Com en el cas de Pelegrinatge - Vent i Aigua a Nova York (1998) i La meva Amèrica (Difícil d’Aclimatar) (1999).

### Escultura
A l'any 2002, l'artista xinès realitza l'escultura Big Buddha', que simbolitza un esquelet de Buddha assegut que mesura sis metres el qual sosté una figura de Zhang Huan d'un metre fet de pedra. Les costelles de Buda estan fetes de fusta de perera realitzades durant nou mesos, amb l'ajuda de deu grangers de Shandong. Per una banda, l'artista planteja el dubte sobre si les grans imatges de Buddha segueixen sent útils avui dia pels seu fidels com ho han estat històricament. Per altra banda, Zhang Huan tenia un títol alternatiu per l'obra, Cos perdut, basant-se en l'ús de material mort (pedra) per a la figura viva (Zhang Huan), i, l'ús d'un material viu (arbre) per a crear l'esquelet de Buda; amb aquesta lectura sobre l'obra, Huan incita que d'una forma o altre no acabarem perdent el cos. Trobem referències al budisme en força de les seves obres.
Zhang torna a la Xina l’any 2006 i comença el seu treball escultòric després de convertir-se al budisme. També inclou el cos en les seves escultures, les primeres que realitza eren peus i mans de coure gegants, simbolitzant versions magnificades de fragments de figures budistes que s’han trobat al Tibet.  
A través d’un ritual quasi religiós, busca descobrir el punt on es manifesta l'espiritualitat a través de la corporeïtat. Utilitza gestualitats simples de forma repetida, la qual cosa s’ha llegit com a buïda de significat i com un treball rutinari per assolir un benefici econòmic. El budisme, amb la seva música cerimonial, les escultures i la filosofía són temes prevalents a l’obra Zhang Huan. 
La seva escultura Cap de Cendra amb Orelles Llargues (2007), com a exemple, consisteix en un cap de grans dimensions fet d’acer i cendres d’encens. A la religió budista, els lòbuls de les orelles allargats simbolitzen felicitat i bona sort. Aquesta obra és un autoretrat monumental, de més de dos metres, en la que l'artista es representa amb els lòbuls allargats, com el mateix Buda.
Continua explorant el budisme amb la seva peça Sydney Buddha (2015), una exposició on trobem dues escultures de Buda enfrontades. Una d’elles de metall; l’altre feta amb 20 tones de cendra d’encens sostingudes per una estructura metàl·lica que simula la cara i la mà de Buda. La cendra usada fou recollida en diferents temples budistes de Xanghai i d'altres províncies de la Xina com Jiangsu i Zhejiang. Sobre aquesta peça Zhang Huan ha declarat que: “La peça expressa la memòria col·lectiva, l’ànima, els pensaments i pregàries, i el col·lapse de la humanitat. Insinua una incompetència col·lectiva, que prové de prendre acció quan ningú ho hauria de fer, alterant l’ordre natural de les coses.”
Ha exposat a la Bienal de Whitney, al 2002, i a l’Acadèmia d’Arts de Berlín.

## Obra

### Àngel (1993)
Àngel fou de les seves primeres performances, està datada al 1993 a la Galeria d’Art Nacional de Pequín, a la Xina. Zhang va col·locar un gran llenç blanc al terra de la sala d’exposició, llavors hi va abocar un líquid vermell (que simulava sang) i parts mutilades d’una nina. Posteriorment, va recompondre la nina sobre el llenç. Thom Collins, per a l'exposició grupal Witness al Museu Contemporani de Sydney (2004), va escriure una crítica de la peça on comentava: “Aquesta peça fa un comentari sorprenent i visceral sobre els mandats del Govern Xinès que obliguen a les dones a avortar en cas que concebin més d’un infant per dona, com ho estableix el límit legal; la qual va causar un ràpid tancament de l'exposició i una severa censura de l’artista”. Les autoritats de l'acadèmia multaren Zhang i l'obligaren a disculpar-se oficialment i, malgrat Zhang hi accedí, clausuraren la seva exposició. A partir d'aleshores Zhang veu com la seva activitat és perseguida de forma creixent i, no obstant això, l'artista intensifica la seva activitat performàtica.

### 12 metres quadrats (1994)
Zhang Huan va créixer en una àrea aglomerada d’un poble; on no tenia gaire espai per a si mateix, la qual cosa va marcar la seva experiència vital desde petit dins de la sobrepoblació xinesa. Al 1994, Zhang Huan es trobava en un poble petit de la Xina i al voler utilitzar un lavabo públic que estava brut, s’adonà que està ple de mosques i hi fa mala olor. Això li va recordar a la seva infància i els lavabos públics que havia utilitzat al llarg de la seva vida, marcats per la mala olor. “Quan hi vaig entrat, em vaig trobar envoltat per centenars de mosques que semblaven pertorbades per la meva presència. Vaig sentir com si el meu cos fos devorat per les mosques.” Aquesta experiència li va servir d’inspiració per la seva peça de 12 metres quadrats.
Zhang Huan es va estendre pel cos líquid de vísceres de peix i mel per atraure les mosques que hi havia al lavabo públic; que van tardar minuts en cobrir-li el cos. Després es va asseure al vàter, pràcticament inmòvil durant una hora.

### Espuma (1998)
Espuma és una de les peces no performàtiques de Zhang Huan. La peça consisteix en 15 fotografies de la seva cara coberta amb escuma marina, amb una fotografía de la família de la seva dona dins la seva boca.

### Arbre de família (2000)
Arbre de família consisteix en nou imatges seqüencials del rostre de Zhang Huan. Les fotografies estan disposades en ordre cronològic, des de l’alba del dia fins al capvespre. Durant la performance, tres cal·lígrafs li van escriure combinacions de noms coneguts per l’artista, històries personals, relats que havia après i pensaments fortuits. Els cal·lígrafs van treballar sobre la seva cara, afegint més tinta durant la performance fins a cobrir-li i fer ininteligible el que s’havia escrit. En aquesta performance, Zhang ens parla de la identitat, mostrant com la cultura, segons ell, ens resta individualitat. Alhora, també és una reflexió sobre el pas del temps, leitmotiv en l'obra de l'artista, de la infància a la vellesa, del dia a la nit.

### La meva Austràlia (2000)
La Galeria Nacional d'Austràlia (Canberra) arrel de l'obra La meva Amèrica (difícil d'Aclimatar) (1999) li suggereix a Zhang Huan realitzar La meva Austràlia (2000). En aquesta performance aprofita el propi espai expositiu per a la realitzar la composició de la performance, nodrint-se del jardí amb escultures i arbres que interactuen entre si. Per tal d'apel·lar a l'espectador australià i la seva cultura, l'artista utilitza la bandera australiana i històries de persones australianes envers el seu propi arbre familiar.

### Pau (2003)
Pau és una peça escultòrica i performàtica de Zhang Huan on va voler crear un autoretrat simbòlic d’ell mateix. Amb tal de retre homenatge al seu avantpassats, l’artista va inscriure en una campana els noms de vuit generacions d’avantpassats. La campana està inspirada en les petites campanes tibetanes que s’utilitzen en les pràctiques rituals. Per a fer sonar la campana, Zhang Huan va fer una peça de fosa a mida real del seu cos, que representa la compassió com un homòleg per a la saviesa. L’acció de fer sonar la pròpia campana representa “la lluita artística amb les circumstàncies de l’herència cultural familiar, que són inevitablement violentes i ricament generatives.”

## Galeria d'imatges

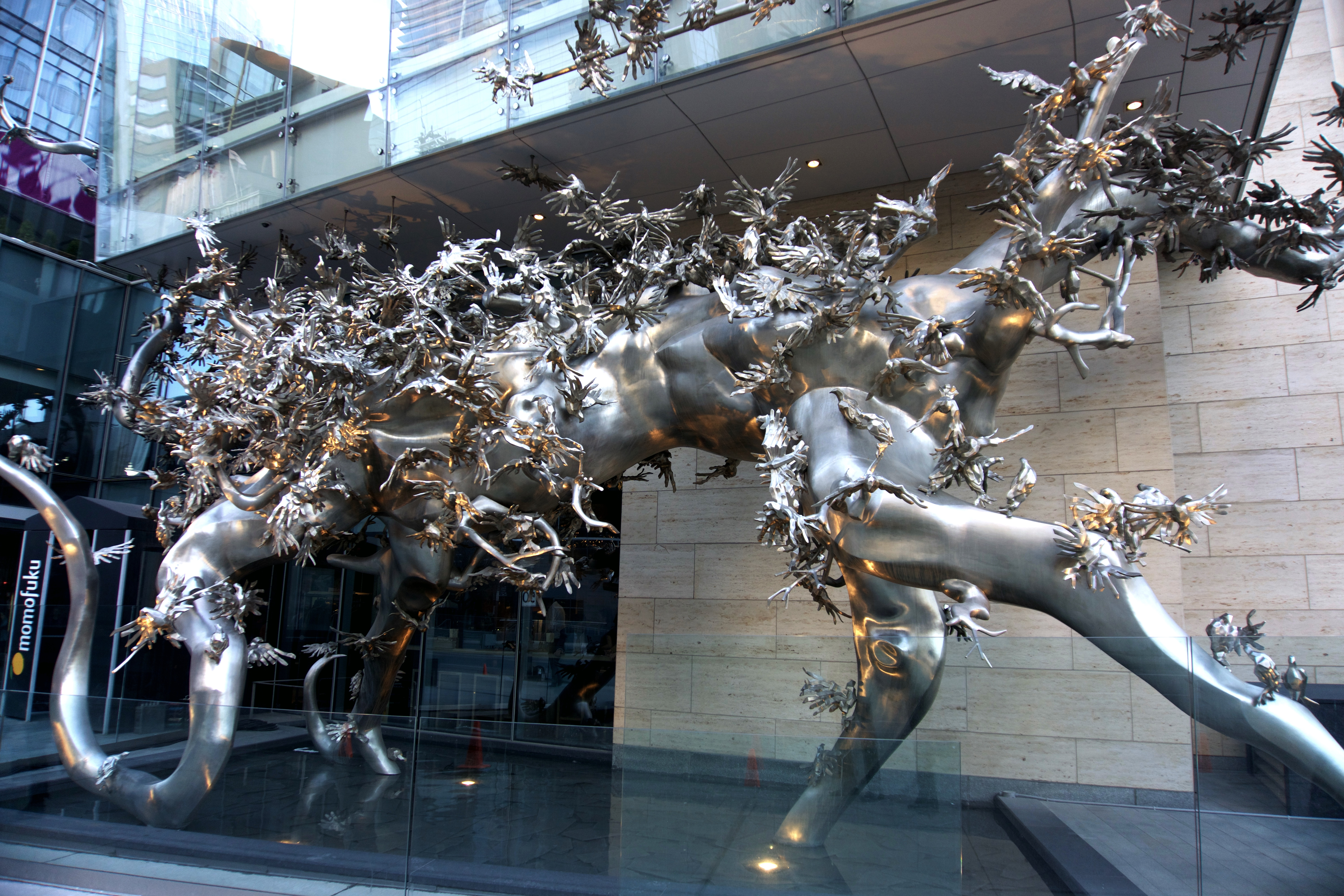
Rising, acer inoxidable, 20102012 (Shangri-La Hotel, Toronto).
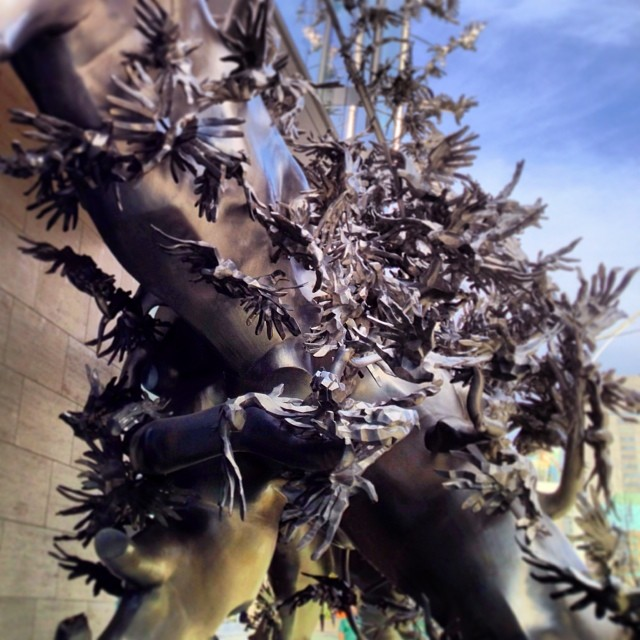
Rising (detall).
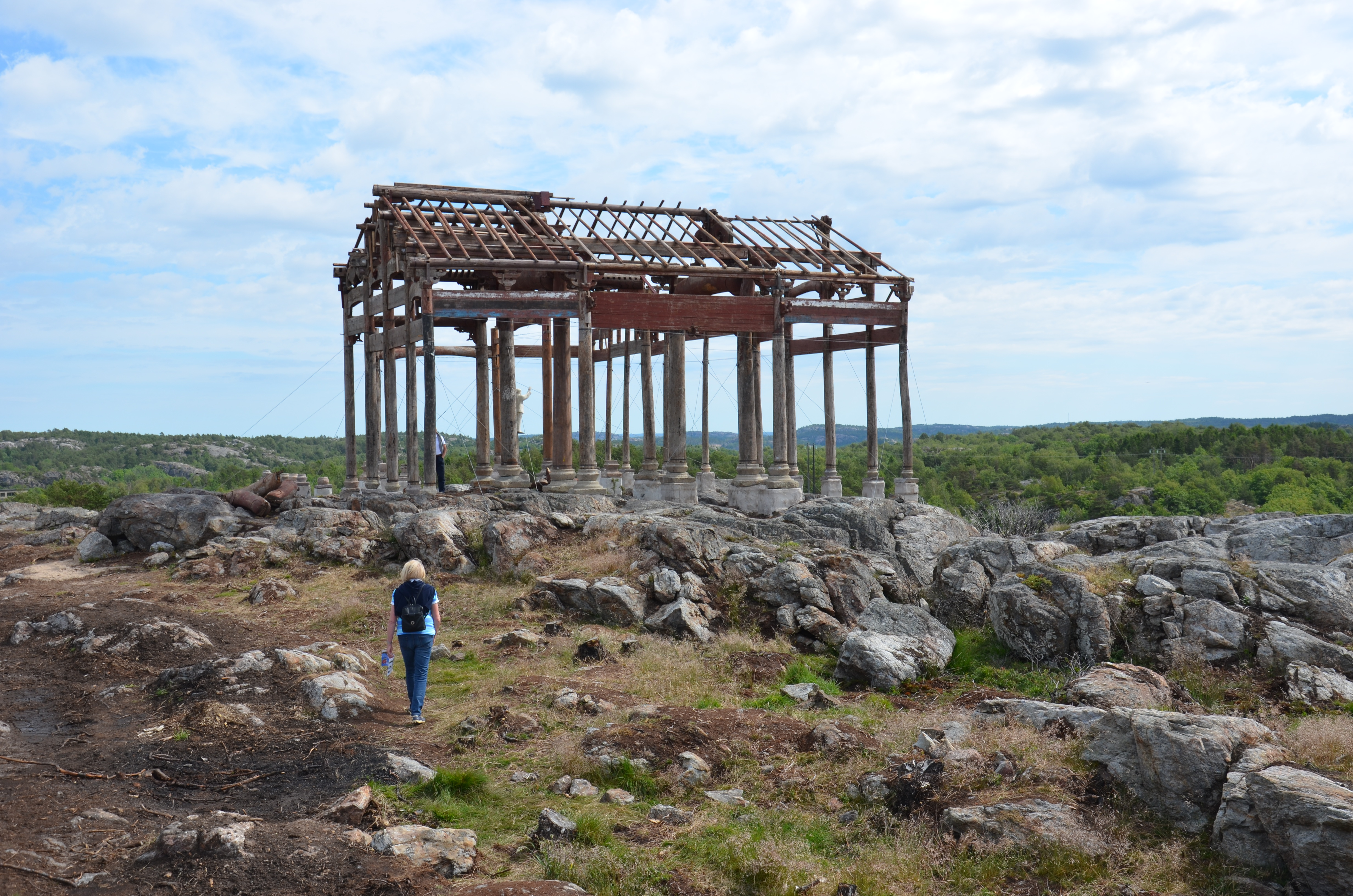
Escampeu el sol sobre la terra, fusta i pedra (Skulptur i Pilane, Klövedal, Suècia).